# Göran Johansson
Göran Johansson (Gotemburgo, 31 de agosto de 1945 — Gotemburgo, 23 de outubro de 2014) foi um sindicalista e político municipal da cidade sueca de Gotemburgo.

Como presidente do município (BRASIL prefeito) durante 19 anos, contribuíu decisivamente para a resposta da cidade à crise económica da década de 1980, transformando Gotemburgo de "cidade industrial" em "cidade de conhecimento e eventos". Pela sua mão, o município apoiou o parque de diversões de Liseberg, como um projeto de integração social, cultural e económico, ao mesmo tempo que foi iniciado um período de densificação urbana e construção de novas habitações, paralelamente à implementação de projetos viários e culturais - centro do bairro de Angered, Túnel de Göta, Ópera de Gotemburgo, Museu da Cultura Mundial, Universeum.